# ولسوالی نهرین
ولسوالی نَهرِین یکی از ۱۵ ولسوالی‌‌‌‌ ولایت بغلان، به مرکزیت شهر نهرین در شمال افغانستان است. نهرین از ولسوالی‌های درجه اول ولایت بغلان بوده، ۱٬۰۴۳ کیلومترمربع مساحت دارد و ششمین ولسوالی بزرگ بغلان می‌باشد. این ولسوالی با ۷۸٬۴٣۸ نفر جمعیت در سال ۱۳۹۹، دومین ولسوالی پر چمعیت ولایت بغلان است.

## جغرافیا
ولسوالی‌های بُرکه در شمال‌غرب، بغلان جدید در شمال‌شرق، پلخمری در غرب، دوشی در جنوب‌غرب، اندراب در جنوب و جَلگه در جنوب‌شرق ولسوالی نهرین واقع است.
ولسوالی نهرین از ولسوالی‌های سرسبز با کشتزارهای حاصلخیز در ولایت بغلان است که تقریباً ۷۵ نفر در هر کیلومتر مربع آن زندگی می‌کنند. آب و هوای آن سرد و خشک است. متوسط دما ۱۶ درجه سانتی‌گراد می‌باشد و گرم‌ترین ماه، ماه اسد با ۳۲ درجه سانتی‌گراد و سردترین ماه، ماه دلو با ۲ درجه سانتی‌گراد است. میزان بارش به طور میانگین ۷۵۳ میلی‌متر در سال است که مرطوب‌ترین ماه، ماه حوت با ۱۷۷ میلی‌متر باران و خشک‌ترین ماه، ماه اسد با ۳ میلی‌متر بارندگی می‌باشد.
| ژ                                                   | ف        | م        | آ        | م        | ژ       | ژ       | آ       | س        | اُ       | ن       | د       |
| ۴۲ ۴ ۷−                                             | ۱۷۷ ۷ ۶− | ۱۳۷ ۱۷ ۰ | ۱۶۱ ۲۶ ۸ | ۵۴ ۳۲ ۱۳ | ۹ ۴۰ ۱۶ | ۳ ۴۳ ۲۰ | ۶ ۴۲ ۱۸ | ۱۶ ۳۷ ۱۳ | ۳۸ ۲۹ ۶ | ۶۵ ۱۸ ۰ | ۴۵ ۶ ۳− |
| میانگین بالاترین و پایین‌ترین دما به مقیاس سانتیگراد |          |          |          |          |         |         |         |          |         |         |         |
| بارندگی به مقیاس میلی‌متر                            |          |          |          |          |         |         |         |          |         |         |         |
| منبع:                                               |          |          |          |          |         |         |         |          |         |         |         |

| مقیاس فارنهایت و اینچ                              | مقیاس فارنهایت و اینچ | مقیاس فارنهایت و اینچ | مقیاس فارنهایت و اینچ | مقیاس فارنهایت و اینچ | مقیاس فارنهایت و اینچ | مقیاس فارنهایت و اینچ | مقیاس فارنهایت و اینچ | مقیاس فارنهایت و اینچ | مقیاس فارنهایت و اینچ | مقیاس فارنهایت و اینچ | مقیاس فارنهایت و اینچ |
| -------------------------------------------------- | --------------------- | --------------------- | --------------------- | --------------------- | --------------------- | --------------------- | --------------------- | --------------------- | --------------------- | --------------------- | --------------------- |
| ژ                                                  | ف                     | م                     | آ                     | م                     | ژ                     | ژ                     | آ                     | س                     | اُ                     | ن                     | د                     |
| ۱٫۷ ۳۹۱۹                                           | ۷ ۴۵۲۱                | ۵٫۴ ۶۳۳۲              | ۶٫۳ ۷۹۴۶              | ۲٫۱ ۹۰۵۵              | ۰٫۴ ۱۰۴۶۱             | ۰٫۱ ۱۰۹۶۸             | ۰٫۲ ۱۰۸۶۴             | ۰٫۶ ۹۹۵۵              | ۱٫۵ ۸۴۴۳              | ۲٫۶ ۶۴۳۲              | ۱٫۸ ۴۳۲۷              |
| میانگین بالاترین و پایین‌ترین دما به مقیاس فارنهایت |                       |                       |                       |                       |                       |                       |                       |                       |                       |                       |                       |
| بارندگی به مقیاس اینچ                              |                       |                       |                       |                       |                       |                       |                       |                       |                       |                       |                       |

| ژ                                                   | ف        | م        | آ        | م        | ژ       | ژ       | آ       | س        | اُ       | ن       | د       |
| ۴۲ ۴ ۷−                                             | ۱۷۷ ۷ ۶− | ۱۳۷ ۱۷ ۰ | ۱۶۱ ۲۶ ۸ | ۵۴ ۳۲ ۱۳ | ۹ ۴۰ ۱۶ | ۳ ۴۳ ۲۰ | ۶ ۴۲ ۱۸ | ۱۶ ۳۷ ۱۳ | ۳۸ ۲۹ ۶ | ۶۵ ۱۸ ۰ | ۴۵ ۶ ۳− |
| میانگین بالاترین و پایین‌ترین دما به مقیاس سانتیگراد |          |          |          |          |         |         |         |          |         |         |         |
| بارندگی به مقیاس میلی‌متر                            |          |          |          |          |         |         |         |          |         |         |         |
| منبع:                                               |          |          |          |          |         |         |         |          |         |         |         |

| مقیاس فارنهایت و اینچ                              | مقیاس فارنهایت و اینچ | مقیاس فارنهایت و اینچ | مقیاس فارنهایت و اینچ | مقیاس فارنهایت و اینچ | مقیاس فارنهایت و اینچ | مقیاس فارنهایت و اینچ | مقیاس فارنهایت و اینچ | مقیاس فارنهایت و اینچ | مقیاس فارنهایت و اینچ | مقیاس فارنهایت و اینچ | مقیاس فارنهایت و اینچ |
| -------------------------------------------------- | --------------------- | --------------------- | --------------------- | --------------------- | --------------------- | --------------------- | --------------------- | --------------------- | --------------------- | --------------------- | --------------------- |
| ژ                                                  | ف                     | م                     | آ                     | م                     | ژ                     | ژ                     | آ                     | س                     | اُ                     | ن                     | د                     |
| ۱٫۷ ۳۹۱۹                                           | ۷ ۴۵۲۱                | ۵٫۴ ۶۳۳۲              | ۶٫۳ ۷۹۴۶              | ۲٫۱ ۹۰۵۵              | ۰٫۴ ۱۰۴۶۱             | ۰٫۱ ۱۰۹۶۸             | ۰٫۲ ۱۰۸۶۴             | ۰٫۶ ۹۹۵۵              | ۱٫۵ ۸۴۴۳              | ۲٫۶ ۶۴۳۲              | ۱٫۸ ۴۳۲۷              |
| میانگین بالاترین و پایین‌ترین دما به مقیاس فارنهایت |                       |                       |                       |                       |                       |                       |                       |                       |                       |                       |                       |
| بارندگی به مقیاس اینچ                              |                       |                       |                       |                       |                       |                       |                       |                       |                       |                       |                       |

## منبع‌ها
1. ↑  «برآورد نفوس کشور:١٣٩٩» (PDF). اداراه احصائیه مرکزی افغانستان. ٢٨ می ٢٠٢٠. بایگانی‌شده از اصلی (PDF) در ۳ ژوئیه ۲۰۲۰. دریافت‌شده در ٢٨ می ٢٠٢١.
2. ↑  «Baghlan A Socio-Economic and Demographic Profile» (PDF). صندوق جمعیت سازمان ملل متحد. اداره مرکزی آمار افغانستان. دریافت‌شده در ۱۲-۱۲-۱۳۹۰. تاریخ وارد شده در |تاریخ بازدید= را بررسی کنید (کمک)[پیوند مرده]
3. ↑  "NASA Earth Observations Data Set Index". NASA. Archived from the original on 6 August 2013. Retrieved 30 Enero 2016. {{cite web}}: Check date values in: |access-date= (help)